# Poa douglasii
Poa douglasii är en gräsart som beskrevs av Christian Gottfried Daniel Nees von Esenbeck. Poa douglasii ingår i släktet gröen, och familjen gräs. Inga underarter finns listade i Catalogue of Life.

## Bildgalleri

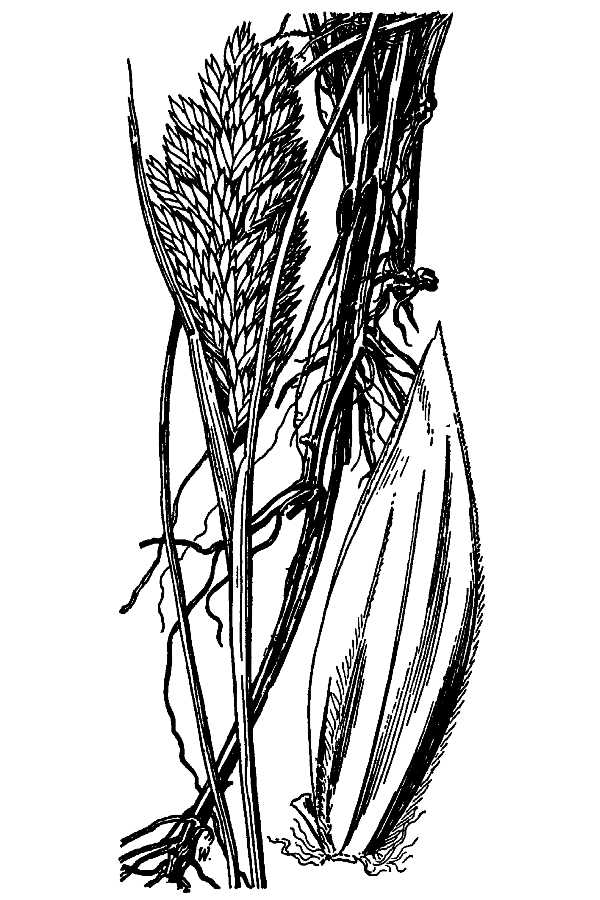